# Balanophyllia iwayamaensis
Espèce
Statut CITES
Balanophyllia iwayamaensis est une espèce de coraux appartenant à la famille des Dendrophylliidae.
Selon la base de données WoRMS, cette espèce fait partie du sous-genre Balanophyllia (Balanophyllia) Wood, 1844.

## Étymologie
Son nom spécifique, composé de iwayama et du suffixe latin -ensis, « qui vit dans, qui habite », lui a été donné en référence au lieu de sa découverte, la baie d'Iwayama aux Palaos.